# Abd al-Aziz al-Anbari
Abd al-Aziz al-Anbari, Abdulaziz Al-Anberi (ur. 3 stycznia 1954) – piłkarz z Kuwejtu, reprezentant kraju.
W 1982 został powołany przez trenera Carlosa Alberto Parreirę na Mistrzostwa Świata 1982, gdzie reprezentacja Kuwejtu odpadła w fazie grupowej.